# 鉄道ファン
鉄道ファン（てつどうファン）、英語：railroad fan）とは、日本において、鉄道に関する趣味（鉄道趣味）を持っている人のことである。鉄道のファン。

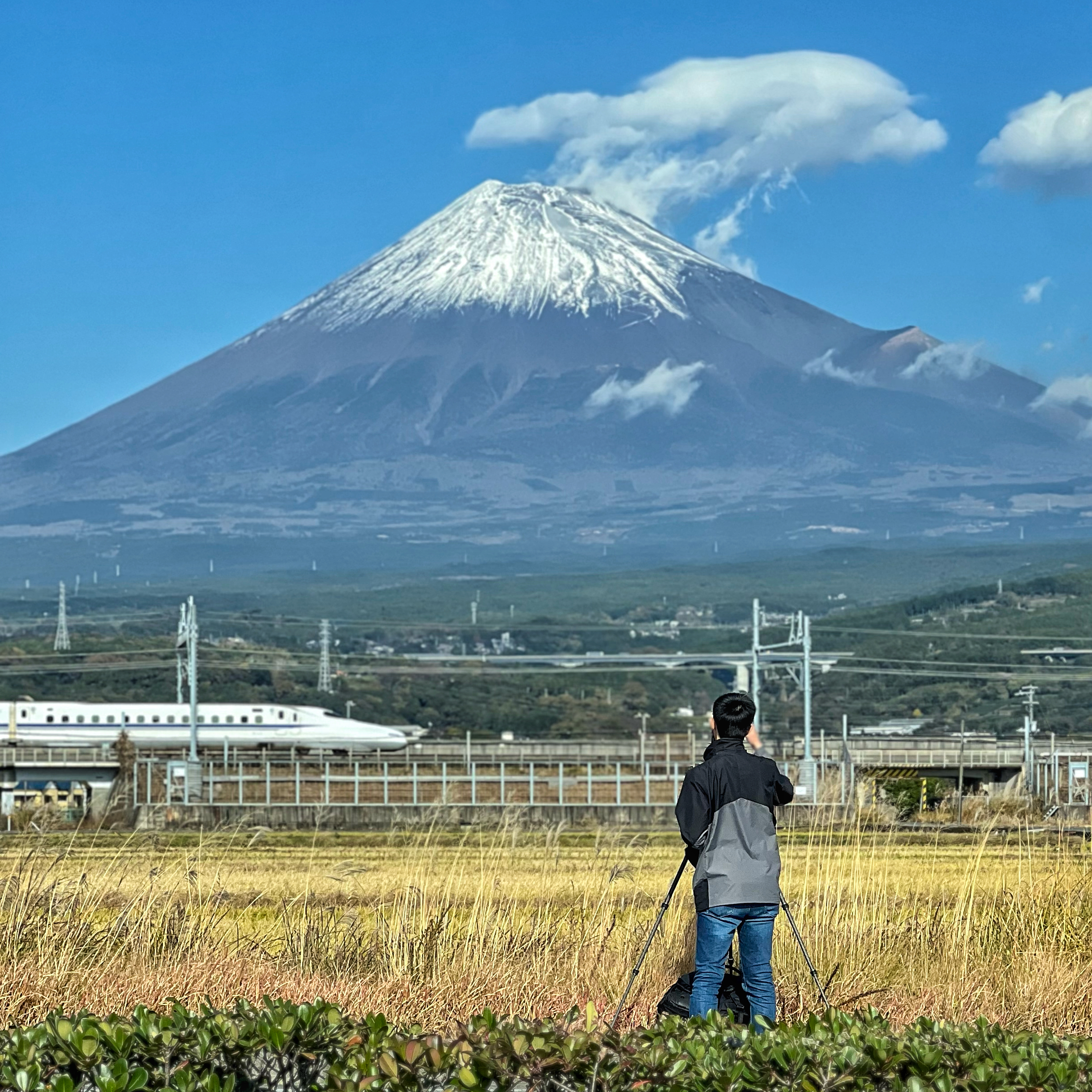
東海道新幹線を撮影する写真家

鉄道を「鉄」と略して、各人こだわりがある分野・活動によって「乗り鉄」「撮り鉄」「模型鉄」と呼んだりすることもある（「鉄道趣味の分野」「鉄道ファンの概要」節で詳述）。
以下特記が無い限り日本国内の状況について説明する。

## 鉄道趣味の分野
以下は鉄道趣味とされる趣味の例である。それぞれの分野に熱中するファンは、カッコ内に示すような愛称・俗称で呼ばれることがある。

### 車両研究
- 車両研究（車両鉄）- コアなファン層を形成しており、鉄道趣味誌にもこの層をターゲットにした記事が多い。
  - 車両分類 - 各系列・形式の特徴を詳細に把握
  - 車歴 - ある特定車両の改造遍歴や所属履歴を追跡
  - 装置 - 走行のための電装や内燃機関、台車、集電装置等の性能比較・研究
  - 内装 - 座席配置や室内快適性を検討
  - 編成 - 過去及び現在の列車編成の把握）

### 鉄道写真

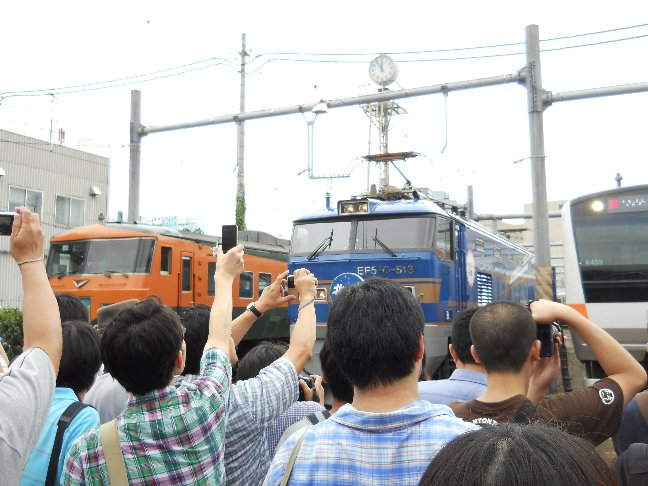
鉄道イベントでの撮影

- 鉄道撮影（撮り鉄）- 鉄道車両やその関連施設などを撮影、取材
  - 鉄道車両
  - 鉄道施設
  - 風景写真

### 録音・音響研究
- 音声・音響研究（録り鉄[1]・音鉄）- 鉄道にかかわる音声を録音、比較
  - 発車メロディ・ベル
  - 車内放送
  - 駅自動放送
  - 走行音
  - 警笛
  - 機器動作音

### 鉄道模型

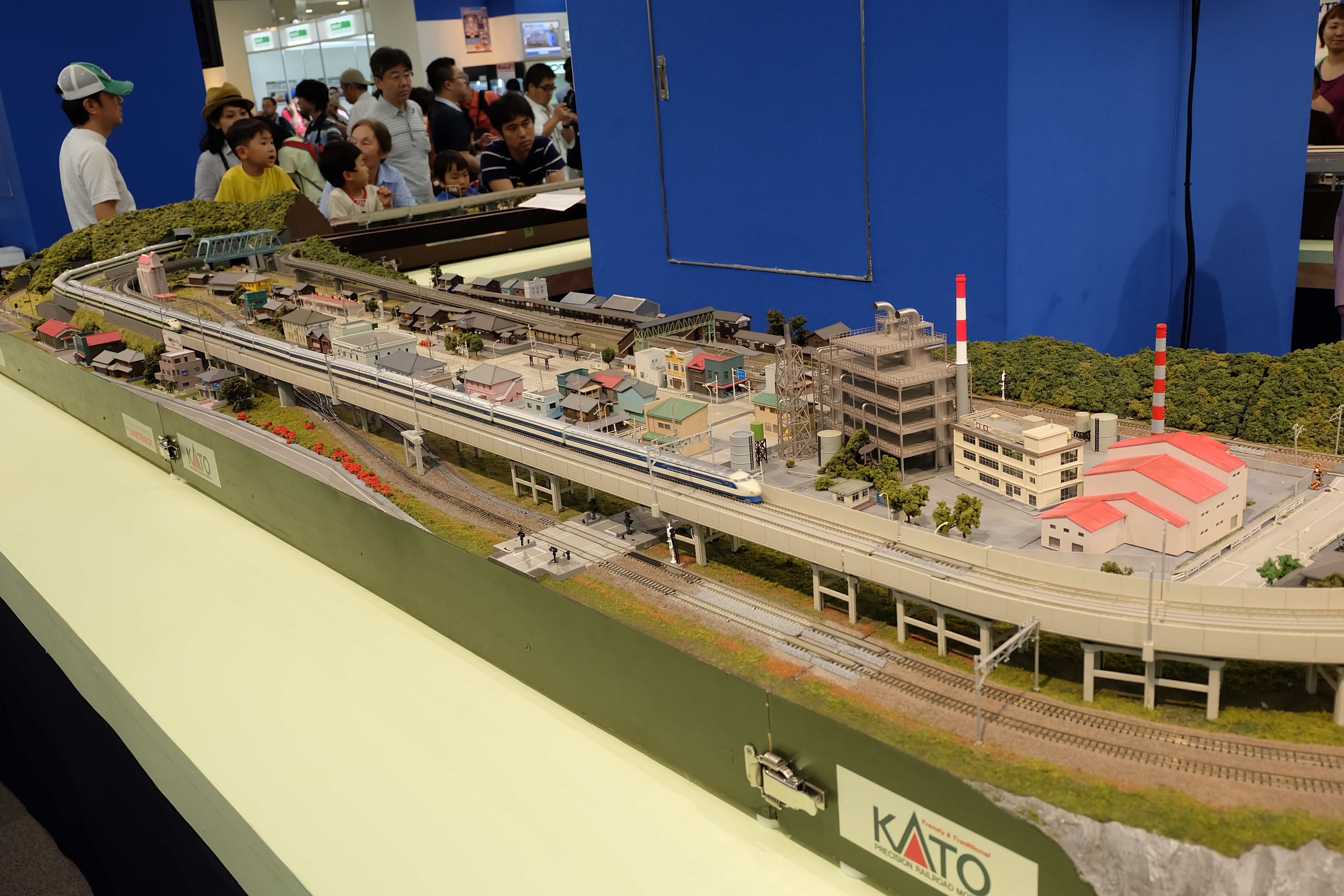
メーカーによる鉄道模型の展示

- 鉄道模型の製作や収集（模型鉄） - 鉄道車両や関連施設の模型の製作、収集
  - 鉄道模型の製作。
  - メーカー製造による鉄道模型の購入。
  - ジオラマ
  - ディテールアップ

### コレクション
- コレクション（収集鉄）- 鉄道に関する物品の収集
  - 切符
  - 駅スタンプ
  - 鉄道車両や各種設備の部品など

### 旅行・乗車
- 鉄道旅行（乗り鉄・旅鉄）
  - 鉄道路線の乗り潰し
  - かぶりつき - 運転席の後ろで前面展望を楽しむ
    - 展望ビデオ（運転席から撮影したビデオで前面展望を楽しむ）
- 途中下車の旅、全駅下車（降り鉄）
- 駅弁の探訪・掛け紙の収集（駅弁鉄）
  - 駅そば・うどん店の探訪

### 時刻表・駅研究
- 時刻表収集・ダイヤグラム分析（時刻表鉄）
  - 駅の構造研究
  - 駅名研究
  - 駅巡り・全駅制覇
  - 駅名標撮影
  - 時刻表の時間を元に走行中の場所を突き止め、車窓を妄想する。
  - 推理小説 - 時刻表トリックを多用する小説家の西村京太郎は、鉄道ファンの興味を引くミスのあった作品が口コミにより売れたため、担当の編集者から1作に1箇所はミスを入れて欲しいと依頼があったという[2]。

### 施設設備・運転業務研究
- 鉄道業務・設備の研究
  - 運用 - どの列車にどの編成や車両が使用されているか、どこで切り離されるかなどの情報把握
  - 配線 - 線形や分岐器の配置、車両基地・橋梁・トンネルなど線路周辺設備の把握
  - 鉄道施設 - レールや軌道構造物・橋梁・トンネルなどの撮影・研究
  - 駅務機器 - マルス端末、自動券売機、自動改札機などの調査研究
- 鉄道無線の受信や研究
  - 鉄道工学の調査研究
  - 保安装置、鉄道の安全にかかわる研究

### 鉄道関連法規・規則研究
- 『鉄道要覧』の研究（法規鉄）
- 鉄道会社の発行する有価証券報告書の研究
- 旅客営業規則や旅客営業取扱基準規程研究
- 鉄道事業会計規則研究
- 鉄道に関わる法規の研究

### その他
- 鉄道ソフトウェア
  - 運転シミュレーションゲーム（例：電車でGO!、Train Simulator、BVE Trainsim）
  - 経営シミュレーションゲーム（例：A列車で行こう、Simutrans）
- 創作

鉄道を題材とした漫画・小説・随筆等の制作。鉄道研究会の会誌や個人の同人誌では研究成果（ノンフィクション）と並んで発表される。
鉄道絵画（描き鉄） - 車両や駅舎の絵画を描く。絵画の技量が必要なこともあり少数派だという。
架空鉄道 - 想像上の鉄道路線や時刻表、車両を創作する。
鉄道会社への株式投資 - 株主優待券や限定グッズの入手が主目的だが応援目的の者もいる。
- 未成線や廃線跡、廃駅の探訪
- 鉄道車両や施設の保存

## 鉄道ファンの構成・特徴

### 年代

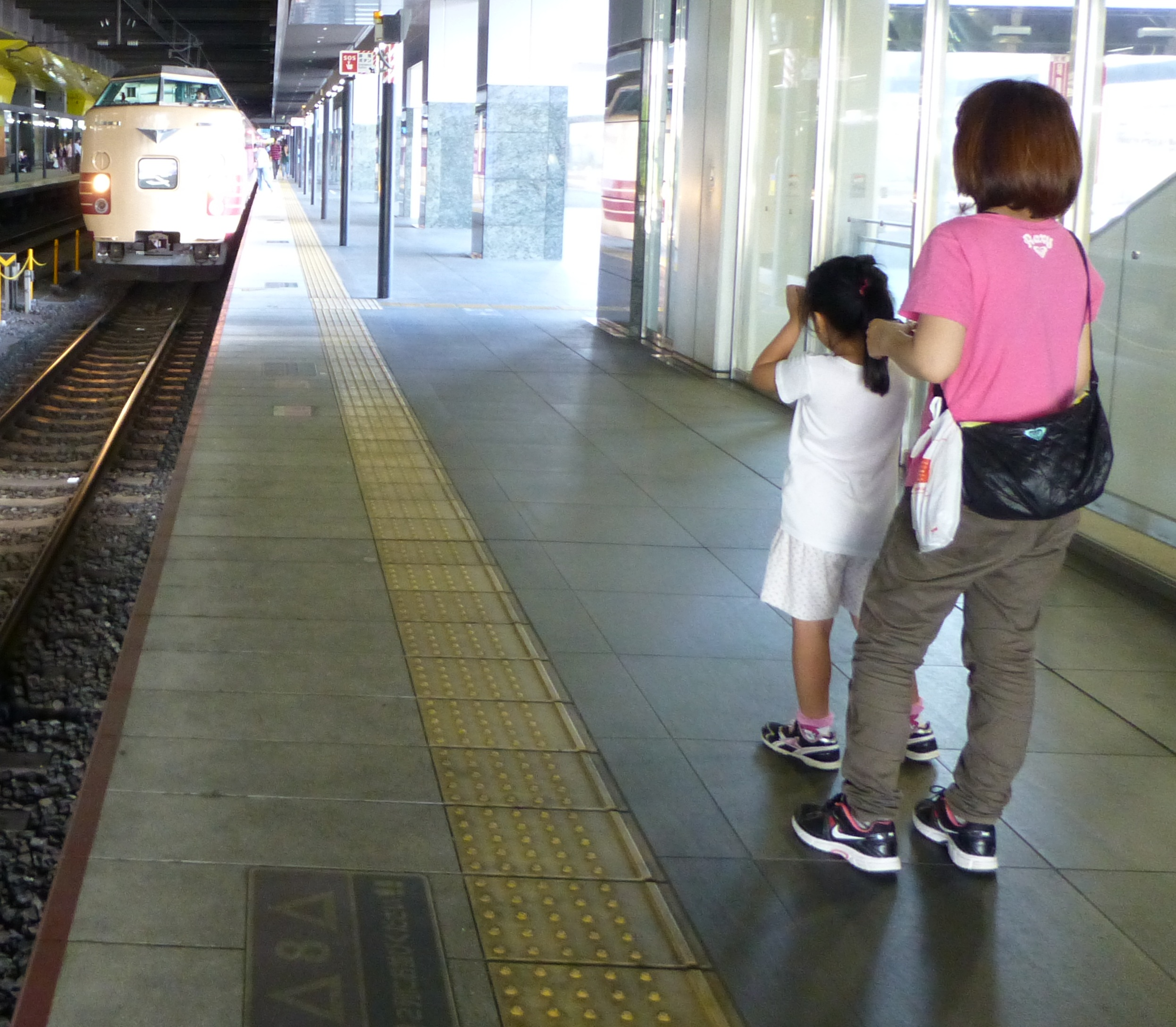
親子で撮影を楽しむ「ママ鉄・親子鉄」

年代層は青少年から高齢者まで幅広い。父親または母親あるいは双方が鉄道ファンであり、子供が両親の影響を受けて鉄道ファンになるという例も多い。逆に、子供を授かるまで鉄道にそれほど興味を示さなかった人が、子供と一緒に鉄道趣味を楽しむことで鉄道ファンになる場合もある。母子で鉄道ファンである場合「ママ鉄」「親子鉄」と称されることがある。

### 集団

#### 学校鉄道研究部・研究会
学校のサークル活動・部活動の一つとして鉄道研究部・研究会などが存在する。全国的な学校・サークルの連合組織は日本には運動系以外は少ない。神奈川県には、神奈川県高等学校文化連盟の一組織として、神奈川県高等学校鉄道研究部連盟（神奈川県高鉄連）があり、神奈川県内の高校の鉄道研究部等が加盟している。また、毎年行われる神奈川県高等学校総合文化祭において鉄道研究発表会を実施している。
大学生においては、「関西学生鉄道研究会連盟（関西学鉄連）」が存在している。この種の組織はかつて日本各地にあった。各サークル自体の人数が非常に少ないためにサークル自体が廃部になり、連盟も事実上解散している場合がある。2010年12月には、千葉県にある5大学が加盟する「ちば学生鉄道研究会連合」が新たに発足し、2013年には関東学生鉄道研究会連盟（関東学鉄連）が再起した。
鉄道研究部の活動は各校異なるが、おおむね以下のようなものがある。
- 例会
- 部誌制作およびそのための取材活動
- 合宿・旅行（この旅行記を部誌の中心に置いている場合もある）
- 学園祭・文化祭における出展・研究発表

学校レベルでの部誌の中には、一般書店の鉄道コーナーで販売されるものもある。部誌は白黒の単色刷りのものが多いが、一部にカラー刷りのものもある。研究発表活動は、取材の成果（写真・データなど）や鉄道模型の展示などが基本である。
特に長い歴史と多大な活動実績を持つ鉄道研究部の中には、鉄道趣味雑誌から記事執筆の依頼を受けるものもある。

#### 一般鉄道サークル
ある一つの学校の学生・生徒だけで構成される学校鉄道研究会だけではなく、一般に入会希望者を募り、活動している鉄道サークルもある。代表的なもので鉄道友の会や鉄道資料交換会（RSEC）、Rail-On（JR東日本公認のファンクラブ・2008年に解散）など。
これらは貸切列車を仕立てた大規模な懇親イベントや鉄道模型の運転会、あるいは貴重な歴史的鉄道車両の保存・維持管理など、個人では不可能な活動を実現することを活動の目的としていることが多い。

#### 鉄道高校（鉄道学校）
鉄道について学ぶ学校（鉄道学校）がある。東京都には昭和鉄道高等学校、岩倉高等学校など鉄道関係の学科を持つ高等学校が存在する。高校の授業として鉄道が学べることや、在学中にJR・私鉄駅での実習やアルバイト（私鉄のみ）までできること、鉄道関係各社局への就職率が高い等の理由で鉄道ファンの生徒も多い。東京近郊から遠く離れた地方から受験し入学する生徒もいる。ただし、これらの学校に入学できたからといって必ずしも鉄道事業者等へ就職するわけでなく（希望が叶わなかったり、もしくは逆に本人希望で）、卒業後に鉄道以外の分野の職業に就いたり、大学や短期大学、専門学校に進学したりする者も多い。

### 呼称
日本における「鉄道ファン」に対する呼称は一様ではなく、時代や文脈によって様々に分かれている。以下、呼称について各呼称ごとにその由来・時代変遷を述べる。
鉄道ファン
無難な呼称。「鉄道マニア」の「マニア」という言葉が時代と共に次第に蔑称と捉えられるようになり、代わりに現代において広く使用されるようになった。
英語でも鉄道趣味人のことは「railfan」といい、日本語でも「レールファン・レイルファン」という表現が用いられることがある。
なお、「鉄道ファン」は同名の雑誌を発行する交友社が商標登録しているが、「雑誌、新聞」というジャンルに限った呼称の登録であるため、一般的な呼称・使用や、「雑誌、新聞」以外のジャンルでの商業的使用においてはまったく問題ない。
鉄ちゃん・鉄ちん
「…ちゃん」という愛称形をとっているため、親しみを込めた文脈から差別的な文脈まで広く用いられ、ファン自身が卑称扱いで自称することもある。発生時期は明確でないが昭和40年代頃とみられ、元は卑称・蔑称であったともいわれる。これに対し女性の場合は「みっちゃん」などと呼ばれ、これは「鉄道」の「道」から発生したものである。近年では「鉄子」とも呼ばれる（後述）が、いずれも年代層もあって少数派である。
鉄
2000年代以降、中立的名称や一般的認知の名称として広く使用が認められる語。「てつ」「テツ」と仮名表記することもある。アクセントは「て」に置く場合がほとんどで、物質としての「鉄」とは区別される（関西での物質としての「鉄」と同じ発音）。
シンプルなため造語性が高く、列車への乗車を趣味とする人（駅の周りを探索するいわゆるぶらり途中下車の旅を含む場合もある）を「乗り鉄」、列車の撮影を趣味とする人を「撮り鉄」と呼ぶように、鉄道趣味の種類を補ってファンのジャンルごとに「〇〇鉄」と区別する呼び名もある。
派生語として、鉄道ファンでない人を「非鉄」とファンが呼ぶこともある。また、女性の鉄道ファンのことを「女子鉄」、漫画『鉄子の旅』の影響で「鉄子」と呼ぶこともある。
鉄道趣味人・鉄道愛好家
「鉄道ファン」の和訳ともとれる呼称。主に雑誌やニュースなど公的な場面で用いられるが、日本語として据わりが悪いためか、鉄道ファンや鉄道ファンをターゲットにした分野で使われることは少ない。
鉄キチ
「鉄道キチガイ」の略。類語として「汽車キチ」などもある。現代では差別的と見られるものであるが、文脈上は必ずしも明確な差別意識を持って用いられるとは限らない（実際、『汽車キチ昭和史 車窓からみた日本の50年』（中村薫著、1987年）という鉄道の書物がある）。「○○キチ（カーキチなど）」という呼び方は、昭和40年代頃に広く用いられた用語であるが、「釣りキチ」がわずかに残るのみで鉄キチも含め現在はほぼ完全に廃れている。
鉄道マニア
昭和30年代頃までは普通に鉄道ファンを指す呼称として用いられており、ファン自身が通常の言葉として用いている例も多い。先述の通り、少なくとも当時は「鉄道ファン」よりも一般的な用語であった。しかし後述するようなファンの質の低下により「マニア」の語が持つ差別性がクローズアップされ、次第に蔑称的なものとして認識されるようになった。
現在も、特に他者に対して差別意識なしにこの語を使用する人も多く、必ずしも「蔑称」とは言い切れない面があるが、否定的な文脈での使用例が多いのも事実であるため、こう呼ばれることを好まない鉄道ファンも多い。
なお英語の「Railway Mania」は日本語でいう「鉄道マニア」のことではなく、鉄道の創成期に鉄道敷設や鉄道会社への投機に熱中した「鉄道狂時代」のことを指し、鉄道趣味とは関係ない。
鉄道オタク・鉄道ヲタク
卑称・蔑称・自称のいずれとしても用いられている。特に2000年代になりオタクブームの余波を受けて広まった。
「オタク」「ヲタク」という語の浸透とともに起こったもので、「一般人にはよく分からないディープな世界」である鉄道趣味の性質をいわゆる「オタク」の一種として作られた造語である。鉄道ファンの中にメカ関係のオタクを幅広く兼ねていたり、オタク文化の代表である二次元や萌えアニメを好む人が多いことも、この語を浸透させる要因にもなっている。
上記をさらに略した「鉄オタ」「鉄ヲタ」という呼称もある。
一般に、「ヲ」のほうがより卑下の度合いが強い語として扱われる。

### 海外の鉄道への興味
日本の鉄道ファンは、その対象を日本国内の鉄道のみとしている人が多く、日本国外の鉄道を趣味の対象としている人（いわゆる海外鉄）は多くない。
その理由としては、（一般論として）次のようなものが挙げられる。
- 日本の鉄道が「世界の鉄道の中でもかなり先進的である」「世界の鉄道の中でも面白い」と考える日本人が多いため、日本国内で満足していることが多い（パラダイス鎖国）
- 列車に乗ることを趣味としているファンにとって、鉄道趣味とは「日本独特の旅情」を楽しむ側面を併せ持っており、国外の鉄道ではこの「日本の旅情」を楽しむことができないという点
  - 日本の領土時代に日本により鉄道が建設され、発展した台湾や樺太（サハリン）では、日本のファンがこれら地域に残された日本らしさを発見するという楽しみ方もあるが、植民地主義に陥りやすく人によっては悪趣味のひとつに感じること
- 戦後日本が島国であり、日本の鉄道自体も他の国との物理的接点を持たない。車両も国産率が高く、色々な意味で国外の鉄道に接触する機会が少ない
- 戦後、特に高度経済成長期以後の日本の鉄道が、世界の鉄道とは違った独自の発展（例えば動力分散方式化など）を遂げたことで、技術や運営の面などで、世界の鉄道から「ガラパゴス化」している[注釈 4]
- いわゆる「言語の壁」、すなわち語学力の問題
- 治安や衛生状態の悪さを敬遠する、料理が口に合わないなどの理由で、外国へ行こうとは思わない（バックパッカーとは心理が異なる）
- 日本人の主要海外観光地であるアメリカ合衆国に鉄道文化が希薄
- アジア・ロシア・アメリカ鉄道の話題は政治論争に、欧州鉄道の話題は出羽守論争に巻き込まれやすいこと[注釈 5]

かつては「実際に訪問するか鉄道書籍以外に、日本国外の鉄道の情報を得る手段がない」という面も大きかったが、現在ではインターネットや機械翻訳の発達により、以前に比べ情報量や即時性などの面で劇的に改善されている。それにより、「情報の少なさ」という理由はかつてに比べ緩和されている。
（定量的なデータではなく、あくまで定性的なものであるが）日本の鉄道ファンが、日本国外の鉄道に興味を示さない傾向が強いのは、鉄道雑誌において「日本国外の鉄道を特集に取り上げると、売り上げが落ちる」「日本国外の記事はいつも人気がない」と言われていることからも窺い知れる。例えば、『鉄道ジャーナル』1997年3月号において、ヨーロッパの鉄道に関する特集を約50ページにわたって特集したが、当該月号の読者の人気投票では、日本国内の記事が軒並み上位に入り、日本国外の記事はいずれも不人気だった、という事例がある。
日本の鉄道ファンが日本国外の鉄道を趣味の対象とする場合でも、その対象はきわめて少数の国・地域に偏っている傾向がある。さらに、高速鉄道や観光鉄道など、日本の学生用社会科（地理など）の教科書やテレビや雑誌などでの注目・露出度が高い鉄道だけを趣味の対象としている場合も少なくない。
21世紀には、日本の鉄道の規格統一が進んで独特な車両が淘汰されていったことや、ローカル線や新線開業の縮小、かつて日本で運用された車両が国外の鉄道事業者に譲渡されるようになったことなどの理由で、新たに日本以外の鉄道に関心を抱く鉄道ファンがインターネットを中心として情報収集できるようになった。実際の訪問についても、格安航空会社（LCC）の増加で日本国外への旅行にハードルの高さを感じなくなったことにより、日本国外の鉄道を撮影・乗車するためのハードルは下がっている。長年鉄道ファンを続けてきたリタイア層が、金銭的な余裕も持ち合わせていることにより、日本の鉄道のみならず国外の鉄道を見聞するために旅行するといった現象も起きている。こういった層をターゲットとした旅行商品（パッケージツアー）も用意されるようになり、一般観光旅行より高額にも関わらず、多くの参加者を集めるという現象も起こるようになった。

## 鉄道趣味の歴史

### 明治時代・鉄道黎明期 - 戦前
鉄道を趣味の対象とする行為の歴史は古く、鉄道の歴史とともに始まったといわれる。歌人の若山牧水のように、鉄道旅行を好みその体験を書き記した作家は少なくなかった。ただし明確な「鉄道趣味人」は存在しなかった。詩人・童話作家の宮沢賢治は鉄道に関心を持ち、自作の中に多くの鉄道を用いた描写があるが、現代的な意味での「マニア」とはわずかに異なる。
明確に「鉄道を職業とは異なるレベルで探求する」という人物は1902年から1907年にかけて全国の鉄道写真を撮影して回った岩崎輝彌と渡邊四郎が始祖といわれる。この2人が写真家の小川一真に依頼して撮影した膨大な写真は、「岩崎・渡邊コレクション」として鉄道博物館に所蔵されている。
この両名のように広く名前が知られることはなかったものの、鉄道に関心を示し、個人的に探求を行った人物が他に存在する可能性も指摘されており、たとえば横浜で酒屋を経営していた田島貞次(1889 - 1957)は明治30年代以降に京浜間を走っていた蒸気機関車を詳細に観察して晩年にその証言を残したという。
鉄道黎明期における「鉄道マニア」は経済的に裕福な層が中心となっている。岩崎輝彌は三菱財閥創始者の岩崎家の一員であり、渡邊四郎は渡邊銀行創立者の一族である。また、大正時代にすでに機関車や一等車を趣味で乗り比べていた内田百閒は陸海軍の学校や大学で語学を教える教授だった。
当時の一般庶民の生活水準を考えると、鉄道趣味を含めた、今日的な趣味を行うだけの余裕はなかった。一般庶民のなかに鉄道趣味が浸透するのは1970年代以降になる。
昭和初期には「鉄道」（1929年）「鉄道趣味」（1933年）「カメラと機関車」（1938年）といった鉄道趣味を専門とした雑誌や書籍も発行されるようになった。もっとも、これらは流通機構に乗って発売されていたわけではなく、発行部数も読者数もきわめて僅少であった。この頃から活躍していた鉄道趣味人としては西尾克三郎、高松吉太郎、亀井一男、本島三良、宮松金次郎、杵屋栄二らが挙げられる。彼らは鉄道写真の大家としても成し、膨大な写真コレクションの数々は今でも十分活用されている。
昭和10年代になると、国内が次第に軍国主義に傾いていき、鉄道の軍事的側面が重視されるようになり、軍事機密保護上の理由で高所からの撮影が禁止となるなど、鉄道趣味に対する制約が厳しくなっていった。また、戦時体制により用紙の統制が進んだこともあって、「鉄道」「鉄道趣味」は1937年、1938年に相次いで廃刊に追い込まれた。その後、関東・関西で趣味者の同人会が立ち上げられ、1940年に関東では「つばめ」、関西では「古典ロコ」という会員制の同人誌が発行されたが、これらも翌1941年に終刊となり、以後は太平洋戦争の終結まで鉄道趣味活動は事実上不可能となった。
しかし、一部の鉄道趣味者は、厳しい看視の目をかいくぐり、涙ぐましい努力と危険を冒しながら趣味活動を続行していた。公共機関の輸送力は軍事機密であったため、駅構内などで鉄道車両に直接カメラを向けたり、車両番号をノートに書き留めたりする行為は完全に禁止（不可能）となった。もし見つかれば、スパイ容疑による厳しい取調べが待ち受けていた。当局の許可を得て撮影した写真も、検閲により容赦なく削除されるなど、鉄道趣味の暗黒時代であったが、周囲の目をごまかすため、数学の教科書の行間に車両番号を書き留めたというエピソードはよく知られている。
また、戦争による影響はこうした趣味活動の面のみにとどまらず、戦前に趣味者が蓄積・収集した写真などの記録や各種資料が空襲により焼失したり、終戦直後の外地からの引き揚げの際にやむなく放棄されたりして多数失われている。

### 戦後・1950年代
終戦後は国内情勢が混乱していたとはいえ、鉄道撮影に関する制約が少なくなったため、戦後間もない頃でも多くの鉄道写真が一部の趣味者により撮影されている。また、進駐軍が持ち込んだカラーフィルムの一部が日本人向け市場に流れ、鉄道趣味者の手に渡ってカラー写真による鉄道の記録が残されるようになるのもこの頃である。当時のカラーフィルムは高価で品質や性能も良くなく、感度が低く光線漏れが起こりやすい上に経年により退色しやすかったため良質のカラー写真は数が少ないが、近年ではコンピュータによる画像補正技術の進歩と普及により、劣悪であった当時の写真が貴重な記録として日の目を見るケースも多くなっている。
1946年頃からは関東・関西を中心に趣味者の同人会が立ち上げられ、同人誌が発行されるようになった。
1947年には戦後初の鉄道趣味雑誌として「鉄道模型趣味」が創刊されている。これは本来は鉄道模型の専門誌であるが、実物の鉄道車両に関する記事も掲載されていた。1951年、はじめて一般流通機構に乗った鉄道趣味雑誌「鉄道ピクトリアル」が創刊された。また、内田百閒が1950年から発表した『阿房列車』シリーズは、鉄道紀行文学の先駆といわれる。
1953年には日本初の全国規模の鉄道愛好団体である鉄道友の会が設立された。また、旧華族で昭和天皇の皇女・孝宮と結婚した鷹司平通（乗り物通として知られていた）が交通博物館の館長になった。交通博物館が秋葉原に近い神田にできたことで鉄道マニアが集結する場所は秋葉原が拠点となり、他の全くジャンルの違うマニアにも秋葉原の集結の影響を少なからず与えた。現在でも鉄道趣味の情報発信基地は秋葉原と言われることも少なくない。

### 1960年代
1960年代に入り、高度経済成長の中、東海道新幹線の開業や、鉄道車両・設備の更新が急速に進められ、秀逸な車両が次々と投入される。だがそれは同時に古い車両の淘汰が進められることと表裏一体であった。またこの時代、道路網の整備とバス路線の拡充により、全国各地の地方私鉄が廃業に追い込まれていった。このような時代背景の中、鉄道趣味といえば鉄道車両・列車とそれに伴う鉄道撮影が主体であった。切符収集などもあったが、少数派であった。
鉄道趣味雑誌としては「鉄道ピクトリアル」に続き、1961年には「鉄道ファン」、1967年には「鉄道ジャーナル」が創刊された。これらも記事の中心は鉄道車両や列車であった。1962年からは「鉄道ピクトリアル」誌上に廃線に関する記事も掲載され、廃線跡趣味の嚆矢ともなった。

### 1970年代
1970年、「ディスカバー・ジャパン」キャンペーンが始まった。1970年代に入ると蒸気機関車の減少が社会的関心事となり、多くの人々が蒸気機関車の見物や撮影を行うようになった。いわゆる「SLブーム」である。これに乗じた形で1972年に新たな鉄道趣味雑誌「SLダイヤ情報」（1976年に「鉄道ダイヤ情報」に改題）が創刊された。同年には、日本の鉄道開業100周年を記念して、日本初の蒸気機関車動態保存施設「梅小路蒸気機関車館」が、京都市の梅小路機関区の扇形庫を利用して開設され、日本の近代型蒸気機関車16形式17両が同館に収められた。その頃には様々な鉄道雑誌が創刊されるが、数年で終刊になった雑誌も多い。
1976年に蒸気機関車が全廃されると、客車寝台特急列車（ブルートレイン）を撮影する人々が増えた。いわゆる「ブルートレインブーム」であった。このSLブームとブルートレインブームにより低年齢層を中心に鉄道ファンが急増したが、反面、鉄道ファンの質的低下を問題視する声も出るようになった。もっとも団塊世代が趣味の中心だったSLブームと違って、ブルートレインブームは趣味人の中心が小学生・中学生であったためか、休日や休日前日の深夜の駅での撮影など風紀上の問題はあったが、マナーの問題はさほど出なかった。さらに1978年10月のダイヤ改正で国鉄の特急電車に絵入りヘッドマークが採用されると、そちらも人気を集め、多数の特急が発着する上野駅のホームでは休日となると、撮影に訪れたたくさんの少年ファンで賑うようになった。

### 1980年代
1978年に宮脇俊三が国鉄全線完乗を達成し、その過程を綴った『時刻表2万キロ』を発表した。さらに国鉄が「いい旅チャレンジ20,000km」キャンペーンを実施したことや、宮脇のほかに種村直樹の執筆活動もあって、鉄道旅行が鉄道趣味の一分野として定着してきた。鉄道事業者も1984年頃から車両基地の公開や貨物線走行のイベント列車など、鉄道ファンをターゲットにした企画を催すようになる。
また当時は国鉄分割民営化という、当時としては世界にも類を見ない巨大事業が進められていたことや、川島令三などの執筆活動の影響により、独自の理論を構築する鉄道ファンも増加した。

### 1990年代
鉄道に関する書籍も様々な視野からのものが発行されるようになったことや、情報技術(IT)が普及し、パソコン通信（ニフティサーブの鉄道フォーラムなど）やネットニュースのfj.rec.railなどによって情報発信・閲覧が容易になったことなどから、次々と新しいタイプの趣味が生まれ、鉄道趣味の多様化が進んだ。1995年頃からWindows 95の発売などもあって個人で鉄道趣味に関するウェブサイトや電子掲示板を開設する愛好者も増加していった。
この時代の特徴として、新幹線が鉄道趣味としてメジャーになったことがあげられる。これは新規路線の開業が相次いだこと、国鉄からJRへの分割民営化により各社が用途に応じた新型車両や改造車を次々に開発・導入したことにより車両のバリエーションが一気に豊かになったことが理由である。

### 2000年代
インターネットのさらなる普及や、ブロードバンド化の促進、レンタルサーバーサービスの普及により、1990年代後半以降に見られた趣味者による個人ホームページ・電子掲示板の開設がますます進んだ。規模を拡大化した鉄道趣味専門のポータルサイトを運営する者も増加する。
2000年代前半は、回線速度が遅く、またウェブサイト開設にも多くの知識が必要であったが、文字主体で多くの情報を網羅したウェブサイトが次々と立ち上げられた。この時期はWeb1.0と呼ばれる片方向発信かつ静的なWebサイトが多かったが、電子掲示板を通じて盛んな交流が行われた。
2000年代中盤には回線速度の向上にともない、録画した鉄道映像や録音した鉄道音声、発車メロディの公開などが徐々に始まる。また、CMSやYahoo!ブログなど各種ブログサービスの普及により、手軽なブログサービスを利用する人が増加する。
2000年代後半、YouTubeやニコニコ動画などの動画投稿サイトが台頭し、撮影動画や鉄道解説動画の投稿がブームとなる。
2007年には、ドラマ『特急田中3号』、アニメ『鉄子の旅』、鉄道趣味を取り上げたテレビ番組が放送された。また団塊の世代の定年退職後の取り込みも期待された。
この時期、映像や音声のデジタル化技術における進歩の恩恵を受け、デジタルカメラ・デジタル一眼レフカメラ・ミラーレス一眼カメラの普及や、携帯電話・スマートフォンのカメラの高画質化を追い風に、鉄道写真をデジタル記録する層は飛躍的に増加した。1990年代ではフィルム一眼レフの完全な代替まではいかなかったが、この時代になると画質面においてフィルムを凌駕するようになった。また、映像撮影も手軽になり、デジタル高画質ビデオカメラが安価になっていった。

### 2010年代
Twitterを中心としたSNS（ソーシャル・ネットワーキング・サービス）の普及により、ファン同士での画像を交えた情報が即時に交換・共有できる環境が整い、より早く鉄道情報が入手・拡散できるようになった一方で、特定の列車（特に機関車牽引の寝台列車や国鉄型車両）の写真撮影や引退による「さよなら運転」時にファンが大量に集まるなどで、危険行為が大幅に露呈・顕著化するようになったのもこの頃からである。
また、特に人気のある103系、113系、485系、24系等の「国鉄型車両」、寝台特急、夜行急行・快速等の「寝台夜行列車」などの引退・廃止が2015年前後に相次いで発生したことにより、これらのファンの活動も目立った。
YouTuberブームにのって鉄道やバスなどを専門とする交通系YouTuberが多数登場した。

### 2020年代
2020年代初頭の新型コロナウイルス感染症は鉄道趣味界にも大きな影響を及ぼした。感染防止と鉄道事業者の収益悪化に伴い鉄道事業者が主催するイベントやセレモニーが軒並み中止となり、感染が減り始めた2021年より徐々にイベントを開催するようになるものの、三密防止と鉄道ファンの迷惑行為を避ける意味から、イベント自体の有料化や人数を絞った上で高額な参加料を伴うイベントが目立つようになった。
また、デジタル化の進行で紙媒体の鉄道雑誌の売り上げが落ち「レイルマガジン」が2022年3月号限りで定期刊行を終了することとなった。
JR・私鉄・3セク各社での新型車両導入による国鉄型車両の引退や廃車もより加速しており、運行頻度の少ない臨時列車用の車両や地方交通線に残存していた国鉄型車両も徐々に淘汰が進んでいることでファンからの注目度が増していることから、各地で事業者によるファン向けのイベントや撮影会などが多く開催されている。

## 鉄道ファンの愛用品

### 時刻表
鉄道ファンにとって時刻表とは、単に時刻を調べるための道具にとどまらず、様々な使用法がなされる。主なものは以下のとおり。
- 時刻表を見て、架空の旅行計画を立てる（机上旅行） - 沖縄県を除いた46都道府県（沖縄都市モノレールが2003年開業したので航空機を入れてここを含めて全部にする者もいる）の都道府県庁所在地をいかに早く周るかや、いかにJR最南端の西大山駅から最北端の稚内駅まで行くか等がある。
- 時刻表からダイヤグラムを作成する - 列車のすれ違い・行き違い箇所、追い抜き箇所、折り返しの運用などを推測する。
- 古い時刻表を見て、当時の列車状況などを調べる - 時刻表は当時の鉄道や旅行の様子を知る「資料」となるため、明治時代から昭和時代まで、大掛かりなダイヤ改正があった時期などを中心にいくつかの古い時刻表を復刻した「復刻版時刻表」が販売されることもある。ただし、国鉄は詳細な記録がまとめられているが、私鉄は巻末に大雑把にしか掲載されていない。そのため、各社から個別の時刻表が発売・配布されたり、広報誌が発行されるなど利用客に向けた周知活動が整う時代（大まかに1980年代頃）よりも前のダイヤを調査することは、困難な場合が多い。当然ながら、過去の時刻表には現在は廃止されてしまった駅や路線、列車、外地との航路を含む鉄道連絡船、国鉄バスなどの情報が記載されているので、現在では実現不可能[注釈 7]な鉄道旅行を空想する楽しみ方もできる。

旅行の際、大判の時刻表を持っていくのはかさばるからと携帯版の時刻表を持っていく、あるいは電子版や乗換案内アプリを利用するケースが増えているが、それでも大型時刻表を持っていく者も存在する。その理由として、複雑な旅行計画を組む鉄道ファンにとって、旅行中に万が一ダイヤが乱れた際行程を立て直すためにはどうしても情報量の多い大型時刻表が要ること、また、列車の中や待ち合わせ時間などの暇な際に情報量の多い大型時刻表を見るなどして時間つぶしをすることなどが挙げられる。人によっては、大判時刻表の必要な部分だけをちぎったり、コピーする者もいる。
大型時刻表の発行元は現在では交通新聞社とJTBパブリッシングの2社に集約されたため、好みが大きく別れる。前者による『JR時刻表』は1963年5月に創刊され、JR化以後の公式時刻表であることや、優等列車が赤色表示の2色刷りなので分かりやすいこと、入線時刻や発車番線などの情報量が多いこと。後者による『JTB時刻表』は1925年4月に創刊され、国鉄時代の公式時刻表『国鉄監修 交通公社の時刻表』としての長い歴史があり、ページ割りも国鉄時代とほとんど同じであること、大都市近辺詳細図のページが会社別色別で見やすいこと、「グッたいむ」といった読者投稿のコラムが載っていることなどを、それぞれ利点として挙げている。
紀行作家の宮脇俊三は自著『時刻表2万キロ』において、自分の国鉄全線完乗を『「列車に乗る」のではなく「時刻表に乗る」』と評している。
2021年の『日本経済新聞』によると、鉄道貨物協会発行の『貨物時刻表』が交通・物流関係者だけでなく、貨物列車の撮影などを目的に鉄道ファンによる購入が増えている。

### カメラ
鉄道趣味、特に鉄道写真においてはカメラは欠かすことのできない道具である。望遠から広角まで様々な種類のレンズが必要になるため、一眼レフが好んで用いられる。特に一本限りの臨時列車など、一発勝負でミスできない撮影のために、プロ並みに複数のカメラを同時に準備する例もある。通勤中などに不意に変わった車両や変わった運用を目撃したときのため、小型軽量で携行の容易なコンパクトカメラを欠かさず携帯する鉄道ファンもいる。ただしカメラ付き携帯電話やタブレットコンピュータの普及で、これで代用するケースも増えており、近年ではスマートフォンのカメラ高性能化もあり、スマホで本格的な写真撮影を行う人も存在する。
そのほかに脚立と三脚も使うと便利である場合があり、有名な撮影ポイントやプラットホームの先端部分では三脚を立てたファンが集い、熾烈な場所取り合戦を展開することもある。ただし、混雑したり幅が狭いプラットホームにおいて三脚を立てるのはマナーの悪い行為とされ、持ち込み禁止の駅も存在する。このため、鉄道事業者側でも駅での三脚・脚立の使用自粛を求める動きが強まっている。駅でなくても、線路沿いの交通量の多い道路などで脚立を使うのは、迷惑行為であると同時に危険行為でもある。
鉄道写真を趣味とするファンはカメラメーカーのよい「お得意様」である。そのため、カメラメーカーが鉄道ファンを支援することもある。例えば富士写真フイルムは、「いい旅チャレンジ2万キロ」を後援していた時期もあり、キヤノンは、1977年から雑誌『鉄道ファン』でのコンテストを協賛している。鉄道趣味誌にカメラメーカーが広告を掲載することは現在でも多い。

## 鉄道雑誌
鉄道ファン向けの雑誌も多数刊行されている。日本国外でも鉄道雑誌は発行されている。国によっては数多くの雑誌が発行されており、また、「都市鉄道」「路面電車」「庭園鉄道」など、特定の分野に特化した雑誌が多いことが日本国外誌の特徴である。
日本
- 鉄道ピクトリアル（電気車研究会）
  - 1951年創刊。模型ではなく実物の鉄道が対象の雑誌としては日本最古の鉄道趣味雑誌。綿密な調査に基づく精緻な論文的記事に強みがある。

- 鉄道ファン（交友社）
  - 1961年創刊。鉄道趣味全般を取り扱う。大手カメラメーカーであるキヤノンの協力で読者からの写真コンテストを開催するなど写真関連で強みがある。
- 鉄道ジャーナル（鉄道ジャーナル社→成美堂出版）
  - 1967年創刊。「鉄道の将来を考える専門情報誌」を標榜する。2025年休刊。
- 鉄道ダイヤ情報（交通新聞社）
  - 1972年創刊。「JR時刻表」の出版元として、列車運行情報に強みを持つ。
- レイルマガジン （ネコ・パブリッシング）
  - 1983年創刊。マイナーな車両、引退や廃車の近い車両、廃線等の話題に強みを持つ。2022年休刊。
- 鉄道模型趣味（機芸出版社）
  - 1946年創刊。鉄道模型誌としては国内最古。基本的に鉄道模型を中心に扱う雑誌である。
- とれいん（エリエイ）
  - 1974年創刊。当初は鉄道模型誌として刊行されたが、徐々に実物と模型の双方を取り上げるようになっている。
- RM MODELS（ネコ・パブリッシング）
  - 1995年創刊。鉄道模型や実車のディテールを中心に扱う雑誌である。
- N.（イカロス出版）
  - 2000年創刊。鉄道模型を中心に扱う雑誌である。

イギリス
- The Railway Magazine：1897年創刊の歴史ある鉄道雑誌。
- Modern Railways
- Railways Illustrated
- Tramways & Urban Transit：路面電車専門の鉄道雑誌。
- Railway Gazette International：いわゆる趣味誌ではなく、日本でいう「業界誌」であるが、世界中の鉄道の最新情報を手に入れることができる。
- International Railway Journal（IRJ）：上記のレイルウェイ・ギャゼット・インターナショナルと同じく「業界誌」であるが、こちらの雑誌でも世界中の鉄道の最新情報を手に入れることができる。

フランス
- Revue Generale des Chemins de Fer
- La Vie du Rail
- Rail & Public Transport

ドイツ
- Eisenbahn Kurier：ドイツの鉄道雑誌では、Eisenbahn Journalと並ぶ双璧。
- Eisenbahn Journal：上記のEisenbahn Kurierと同じくドイツでは最も有名な鉄道雑誌である。
- Eisenbahn Magazin

オランダ
- Op de rail

アメリカ
- Trains：アメリカで最も有名な鉄道雑誌。カナダでも販売され、多彩な内容を特集する。
- Railway Age：1876年創刊の鉄道雑誌。
- Railfan and Railroad

台湾
- 鐵道情報：1989年創刊の鉄道雑誌。

韓国
- Railers：2009年創刊の鉄道雑誌。軍事上の理由で鉄道自体が「嫌悪施設」とみなされていた同国でも鉄道趣味が浸透してきたことを象徴する雑誌でもある。

## 鉄道ファンによる迷惑・危険行為

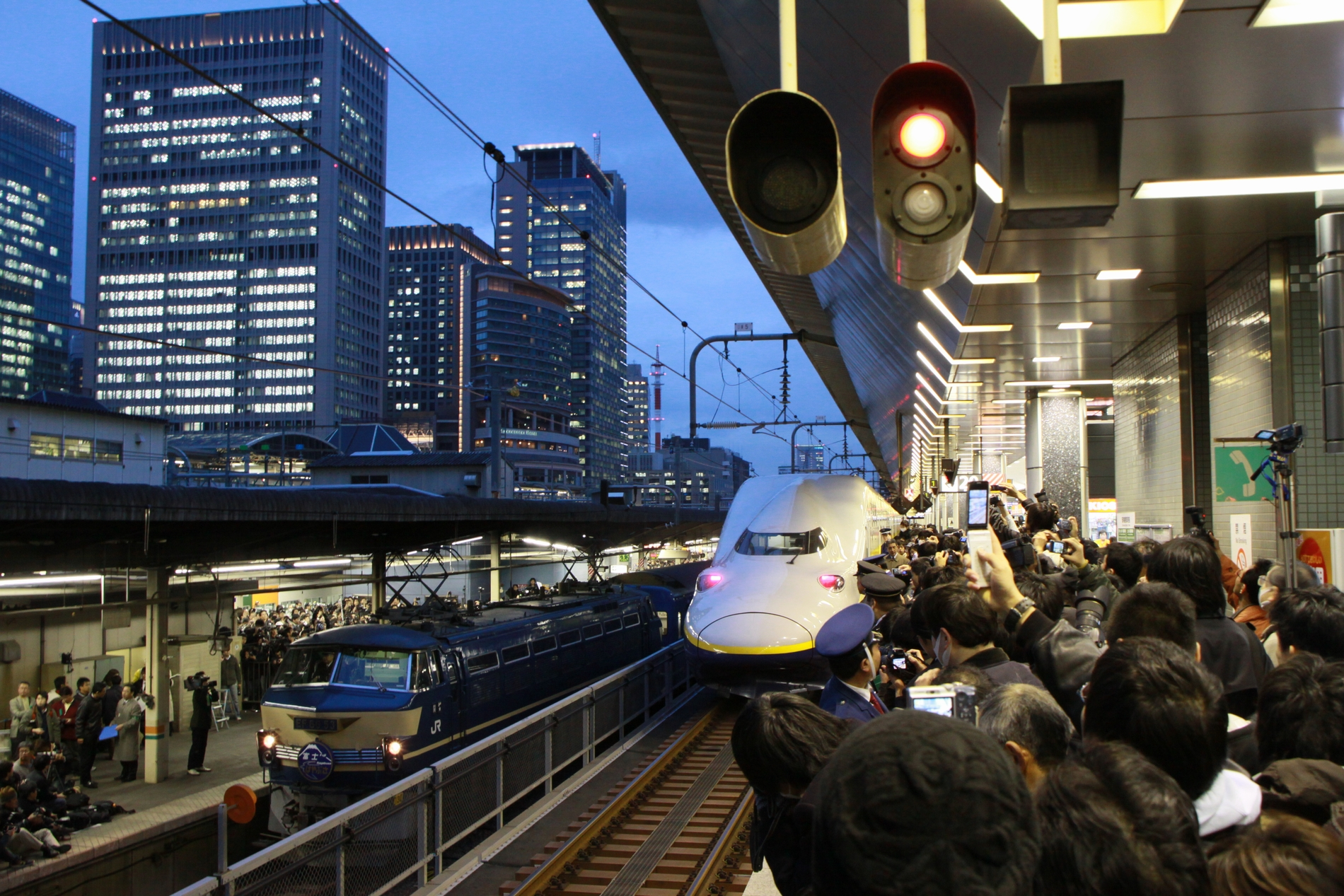
左下の寝台列車を撮影しようとホームに殺到する鉄道ファン（東京駅）

鉄道趣味に関する活動の中で、法律やマナーをわきまえず迷惑行為を繰り返す者もいる。
車内や駅構内で無謀な撮影・収録を試みるなどの他の利用者に迷惑となる行為や、それに伴う駅員・警備員との対立のほか、鉄道会社の所有物を盗むという犯罪行為（通称「盗り鉄」）すらも発生している。これらの極めて悪質な行動を原因とする一般の乗客や鉄道沿線の近隣住民とのトラブルも少なくない。また、一部の鉄道会社ではこれらの迷惑行為を考慮して、ファンサービスの企画（動態保存車両の特別運転や車両基地の一般公開など）を縮小、もしくは一切行わない方針とする傾向も見られる。
日本でこのような迷惑行為が増加したのは、1970年代の蒸気機関車全廃に伴う「SLブーム」でファンが著しく広がり、それに続く「ブルートレインブーム」で当時の若年層がより流入したことが原因であると考えられている。この時代、列車撮影が盛んになるとともに、撮影名所での場所取り、不法侵入や危険な区域への立ち入り、窃盗、破壊行為、列車妨害等々の無法行為や、過熱した鉄道ファンが沿線で夜行列車撮影のために深夜徘徊することが問題になった。

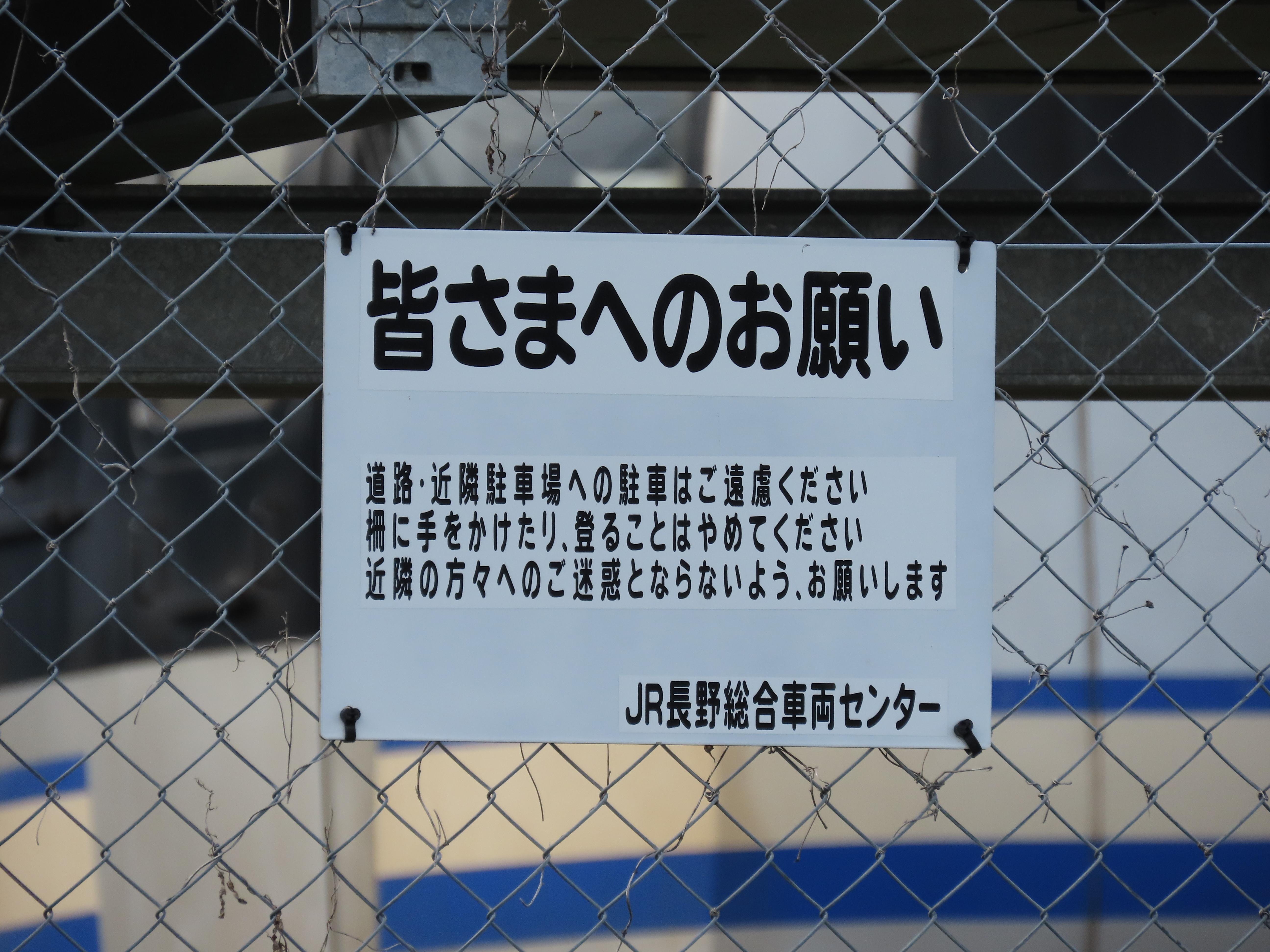
鉄道事業者による注意喚起の例（長野総合車両センター）

鉄道ファンは自動車ファンなどと異なり、趣味対象を直接所有することは極めて難しい。鉄道関係のイベントで解体された車両の備品などを販売している事例はあるが、車両そのものの譲渡や寄贈を受ける（斎藤茂太など）場合には相応の資金力やコネクションが要求される。そうした背景もあってか、保存車両や鉄道敷地内の備品が盗難されることもある。イベント列車などの運転、廃車回送、路線の開業あるいは廃止などでファンが集まる際、上記の如くマナーに欠ける者の迷惑行為により、鉄道ファンに対する世間の評価を低下させているのが現状である。
以下は迷惑行為の例である。
- 犯罪・法令違反
  - 鉄道車両・関連施設の部品・備品等の窃盗・破壊・除去[14][15][16][17][18][19]。
  - 立入が禁止されている鉄道用地などへの無断侵入[20][21]
  - 鉄道用地にドローン（マルチコプター）を飛ばす行為
  - 「列車の撮影に邪魔」と思しき理由で公有地や他人の私有地にある樹木などを勝手に伐採する犯罪行為も続発しておいる（所謂「刈り撮り鉄」）[22]。
  - 第1種踏切で遮断中の踏切を強行突破して撮影する行為や、第3種と第4種踏切で通過中の列車に近寄り撮影する行為
  - 撮影地へのゴミの投棄
  - 鉄道員の制服を詐取する行為[23]
  - 運転室への侵入（鉄道営業法第33条により罰せられる）[24]

- 迷惑行為・マナー違反（犯罪・法令違反以外。なお程度の度合いにより、殺人罪、暴行罪、傷害罪、威力業務妨害罪、公務執行妨害罪、往来危険罪等の刑罰の適用を受ける場合あり）
  - ホーム白線からはみ出た位置での写真撮影（冒頭写真を参考）
  - 線路敷地内へはみ出した機器による撮影
  - 軌道敷へ侵入しての撮影[25]
  - 走行している列車に向かってのフラッシュ撮影（運転士の視界を損なったり、信号確認などに悪影響を及ぼすおそれがあり危険）
  - ホームや車内通路などにおける脚立・三脚の使用による、他一般利用客の通行の阻害（俗に言う「ひな壇」）
  - 走行中の列車の窓から手を出す、印刷物を掲げるなどの行為
  - 鉄道車両の廃車反対、保存や譲渡といった、鉄道会社に対する無理な要望。特に保存については要求だけ行い、保存や維持管理にかかる経費の支出といった行為について消極的な、いわゆる「口は出しても金は出さない」姿勢が多く見られる[26]。
  - 鉄道車両やサービスに対して特定の鉄道事業者の方針を絶対視する、あるいは個人の好みに合わないという理由から[27]鉄道事業者を批判・中傷する行為。こうした批判行為は一般のファンのみならず、一部の鉄道雑誌や専門書などでも見られ、著者の偏見や出版社側が事実関係を検証しないために起こることが多い[28]。
  - 「撮影時フレーム内に入る」などの理由で他の鉄道ファンや一般利用者、沿線住民などに罵声を浴びせる行為（俗に言う「罵声大会」）[29]
  - 趣味活動を注意・制止する駅員や警備員、鉄道警察などとの争い。
  - 本人の承諾を得ずに鉄道関係の従業員を勝手に撮影し、その画像をネット上で公開する。
  - 撮影場所に向かうために、キセル乗車をする。

## 鉄道趣味の市場規模
野村総合研究所オタク市場予測チーム による『オタク市場の研究』（2005年、東洋経済新報社）によると、鉄道ファンは約3 - 5万人、市場規模は40億円と推定された。趣味の分野によってつぎ込む金額は異なるが、模型、コレクションの分野では支出額が大きくなると分析されていた。
2005年時点では、同研究所の報告では、鉄道趣味は「販売数・利用者数の減少による商品供給の鈍化」「新規利用者が減少」により、「安定・衰退期」にある趣味と分析しており、市場規模は今後は縮小、良くて横這いになると分析していた。
しかし2010年代には「鉄道ファン500万人、市場規模1000億円」という報道もあるなど市場の拡大が進んだ。

## 日本国外の鉄道ファン
欧米では保存鉄道や保存車両の運営、維持にボランティア活動や資金カンパなどを行っている鉄道ファンが存在する。保存鉄道は、イギリスやフランスなどで特に盛んである。アメリカでは廃車になった車両を修繕し展示や運転を行うグループが存在する。また、国や地域によって、ファンの活動にも温度差があり、下記の旧共産圏に含まれる東欧方面では、法律によって鉄道施設の撮影などが制限されている国もある。
冷戦時代、東側共産圏や西側開発独裁国においては、鉄道およびその関連施設の多くが軍事施設の扱いとされることから、「国家防衛上の理由」により鉄道趣味への制約が存在した国も多々見られ、鉄道撮影に対する制約が強かった。現在も一部その名残が見られる。
欧米にも「鉄道オタク」「鉄道マニア」を意味する言葉が存在する。英語圏では、一般的にRailfanが鉄道ファンを指す言葉であるが、「マニア」を意味するGeek、Nerd、アメリカで用いられるFoamer、イギリスで用いられるTrainspotter、Anorak、Crank、Grizzer、Gricer、オーストラリアで用いられるGunzelなどスラング的な言葉も存在する。これらの中には侮蔑的な意味を含む言葉が幾つも存在し、いずれも鉄道に対して過度に熱中し、見境なく暴走、はては迷惑行為を行い、社会的適応力に欠けてしまっている鉄道ファンを揶揄する言葉である（日本でいう「迷惑鉄」ないしは「でんちゃっちゃオタク」「屑鉄」などに相当）。

### 各国での楽しみ方
- 日本以外の国・地域のファンも日本と同様、旅行、撮影、模型、コレクションなどを楽しんでいる。
- 欧米では、鉄道事業者の協力の下で、保存鉄道や保存車による貸切列車が大々的に運転されることもある。
- 保存鉄道以外では、航空ショーの鉄道版のような形で鉄道施設の線路際に特設の観客席を設け、往年の名車や名列車（編成ごと）が動く姿を楽しめる催しもある。

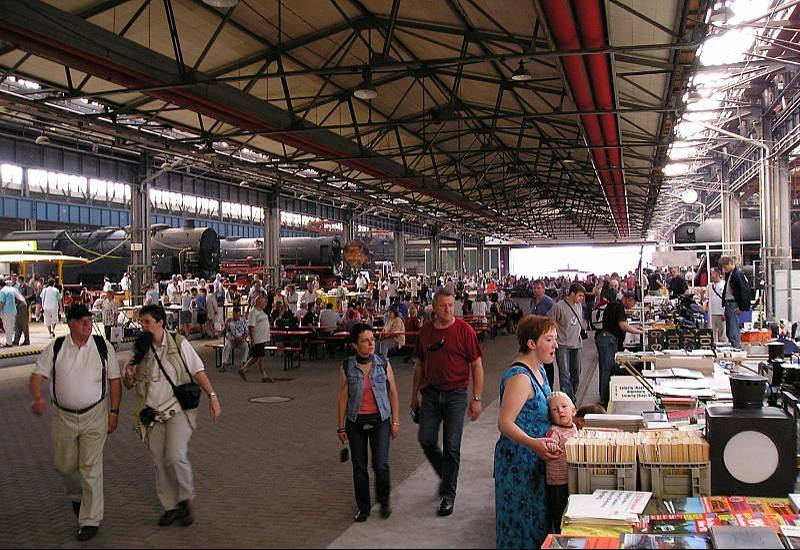
ドイツのマイニンゲン工場の公開日に集まったファン

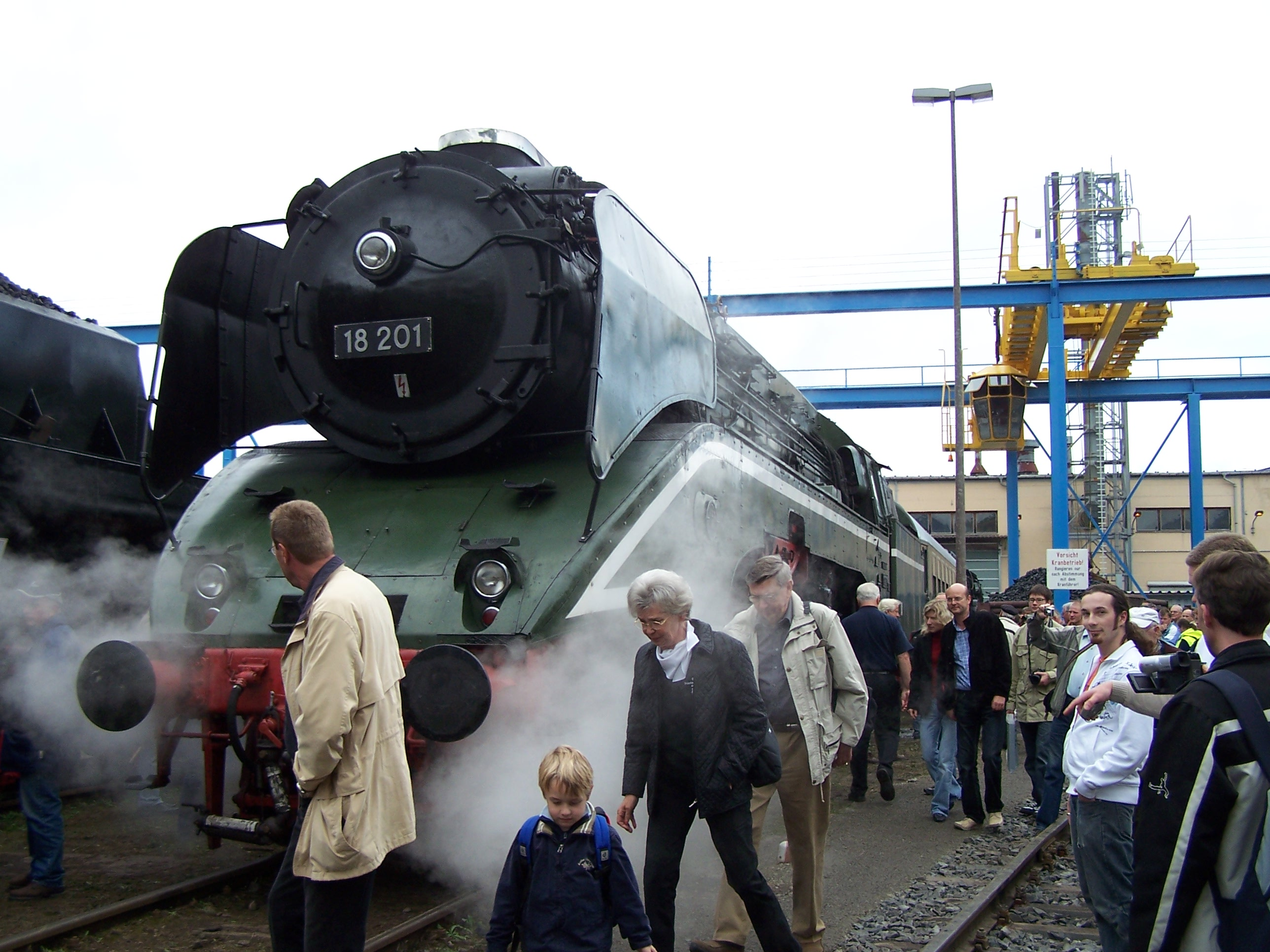
ドイツのマイニンゲン工場での蒸気機関車の展示

ヨーロッパ
欧州の独特の趣味として「車両を見る（トレイン・スポッティング）」という趣味がある。駅などのホーム端部で行き来する列車の車両番号をノートに記録、または車両を見ながら車両番号を読み上げそれを録音する。これは地続きのヨーロッパにおいては、他国から直通運転される国際列車が日常的に見られることや、一つの列車に複数の国・地域の車両が連結されていることも多く、ファンの心をくすぐるためである。ただし「トレイン・スポッティングをする人」を意味するTrainspotterは、上記のように侮蔑的な意味を含む。
また、実際の営業路線で動態保存の蒸気機関車や列車を、団体臨時列車・イベント列車として走らせるグループ・組織や、実際に列車運転を体験できる鉄道もあり、その楽しみ方は多彩である。
アメリカ合衆国・カナダ
国土が広大で、貨物列車主体の鉄道であるため列車のスケジュールは一定ではなく、列車を撮影する際には無線機を携帯し、列車無線を聞いて列車の現在位置を把握することが多い。単に目撃した機関車の番号を記録するだけのファンもいる。
非常に裕福なファンも存在し、個人で列車を借り切ることもある。また、線路上を走行可能なように整備された寝台車や豪華なソファーに会議室、厨房など移動を更に楽しくさせる要素を含んだプライベートカーが存在し、それらの車両をアムトラックなどの定期旅客列車に併結させることもある。
旅客輸送の全盛期の備品のコレクションが盛んである。なかでも、「レイルウェイ・チャイナ」と呼ばれる食堂車で使われた高級食器の収集は他地域ではあまり見られない。また、鉄道会社の発行する株券にはそれぞれの鉄道会社の特徴を表すイラストが載っていることが多いため、株券を収集するファンも存在し、消滅した鉄道会社の株券を売買するコレクター・ショップも存在する。
自宅の庭に大型の鉄道模型である「庭園鉄道」を敷設するファンも存在する。
2001年9月11日の同時多発テロ事件以降、アメリカでは列車撮影目的の鉄道ファンが警察官からの不審尋問を受ける事例も生じている。
中央アメリカ・南アメリカ
中南米地域の国々では、鉄道は欧米諸国の大企業によるプランテーション（農業）や鉱山開発から発生する作物を輸送するために敷設された路線が多く、輸送する作物の価格動向や生産高、代替手段としての道路交通の発達などの影響を受けて旅客輸送はおろか路線自体が「休止」となっているケースも多々見られる。また情勢が不安定な国々も多く、「安全上の問題」により列車の写真を撮影出来ない場合もある。それらにより、中南米地域全体では鉄道ファンと呼べる人々はさほど見られない。
しかし、中南米地域の中では経済に加え鉄道網も最も発展しているとされるブラジルとコーノ・スール（アルゼンチン、ウルグアイ、チリ）では、鉄道車両や鉄道模型が製造され、鉄道に関する沢山のホームページや同好者組織が作られ、特にブラジルとアルゼンチンでは数種類の鉄道雑誌が定期的に発行され、ブラジル保存鉄道協会（ABPF）やフェロクルブ・アルヘンティーノなどの鉄道保存団体が多数存在するなど鉄道趣味が浸透している。リオプラテンセ・スペイン語やスペイン語のチリ方言には鉄道ファンを指す"Ferroaficionado"（アマチュア鉄道人）という言葉があるほどである。アルゼンチンの首都の大切な足として親しまれているブエノスアイレス地下鉄では日本の中古地下鉄車両が使用されており、日本から撮影や乗車をするために現地へ向かう鉄道ファンも存在する。

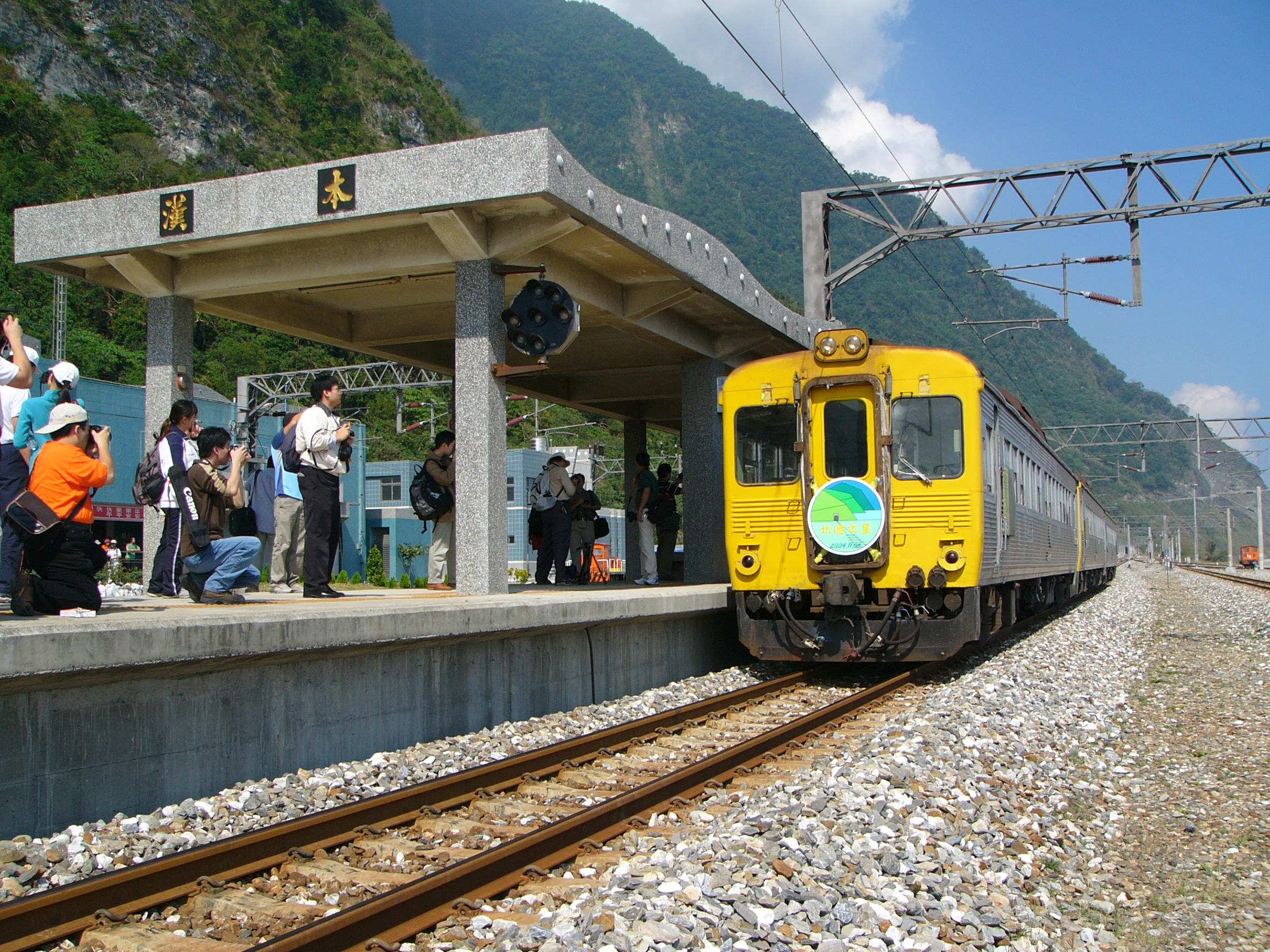
列車を撮影する鉄道ファン（台湾北廻線漢本駅）

台湾
台湾では1987年まで戒厳令が施行されていたため、鉄道施設・車両に対する撮影に制限があったが、近年徐々にファンが増えてきている。特に台北捷運・台湾高速鉄道の開通後は増え方が加速している。日本同様に鉄道研究会がある大学もある。1995年に鉄道愛好者の団体である「鉄道文化協会」（鐵道文化協會）が結成され、鉄道趣味雑誌鐵道情報が発行されている。
市民運動の盛り上がりを受け、2017年に台北機廠跡を国立の「台北機廠鉄道博物館園区」として整備する計画が決定し、部分公開を行いつつ開館準備が進められている。
韓国
準戦時体制下にある韓国では、鉄道は軍事上重要な位置を占めており、鉄道施設・車両に対する撮影には制限がある。鉄道を趣味とする人は少ないため、情報発信は韓国に在住、あるいは韓国を訪問したインバウンド来訪者によるものが多い。近年は、以前よりも撮影規制などが緩和傾向にある。しかし韓国では、鉄道は「嫌悪施設」という概念が強く、東海南部線や京義線・郊外線で蒸気機関車による観光列車が走ったことがあるが、いずれも長続きしていない（「ムグンファ号」の項目参照）。一方で豪華寝台列車「ヘラン」号や海列車、旌善線などの廃線跡を活用したレールバイクの運行など、鉄道ファンを増やす試みも見られる。
インドネシア
オランダの植民地時代から存在し、インドネシア語で狂人を意味するエダン（edan）とオランダ語で鉄道を意味するスポール（sepur）をあわせてエダンスポール（edan sepur）と呼ばれる。
また、英語風にレールファン（railfan）と呼ばれることもある。2009年にインドネシア・エダンスポール・クラブが設立され、鉄道専門店の「プラサスティ」でグッズなどの展開を行っている。
モンゴル
モンゴルは、民主化後は鉄道施設・車輌に対する撮影の制限が緩和されている。また、NHKの番組『行くぞ！最果て！秘境×鉄道』では、同国に3人しかいないという「撮り鉄」が紹介されたほか、首都ウランバートルには鉄道博物館も設置されている。
中国
現在も一部撮影規制が行われている。
2021年5月14日、中華人民共和国民政部は「中国鉄道ファン協会」なる組織を第4陣の不法社会組織のリストに入れたが、理由は不明である。
近年は同国の動画投稿サイトbilibiliなどにおいて、明らかに鉄道ファン向けと思われる動画が多数アップロードされており、鉄道趣味の広がりが窺える。
ロシア
ソ連時代、鉄道車両や施設などは軍事情報とされ、撮影等は基本的に禁止されていた。現在では基本的に撮影可能であり、鉄道ファンが情報交換するサイト（trainpix.org）やインスタグラムにも鉄道写真が多数投稿されている、動画投稿サイトや個人ブログなどでは日本人によるシベリア鉄道乗車記などが見られる。
また、ミャンマー国鉄、タイ国鉄、インドネシア（KRLジャボタベック）、フィリピン国鉄では日本の事業者より譲渡された鉄道車両が運用されているため、日本国内では既に引退した車両を乗車・撮影する目的でそれらの国へ渡航する日本の鉄道ファンも存在する。

### 海外における鉄道趣味の歴史

#### 台湾

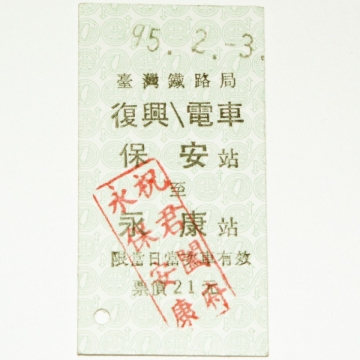
台湾初の縁起切符：永保安康

清統治時代の1891年（光緒17年）、初代台湾巡撫劉銘伝の任期中に清朝台湾鉄路の基隆駅 - 大稲埕駅（初代台北駅）間が開業後、日本統治時代の路線網拡充を経て大衆交通手段として定着した。
その後、中山高速公路の全通（1978年）を機にモータリゼーションの発達とともに台湾鉄路管理局（台鉄）や台湾糖業鉄道は廃線が相次いだが、台湾高速鉄道や各都市の捷運の開業とともに台鉄も競争力向上を目指して、次世代車の導入や観光列車の運行、日本国鉄の「愛国駅と幸福駅」から影響を受けたとされる縁起もの切符（永康駅と保安駅の「永保安康」が最も有名。永から時計回りに4文字を読むと「安らかな生活と健康な体を永遠に保つ」という縁起のよい文になる）の発売（詳細は「zh:吉祥語車票」を参照）、リバイバル列車の運行など、単に移動手段としての鉄道ではなく趣味分野を含めて付加価値を意識した事例が増えてきている。
既述のとおり1987年までは戒厳令により、撮影や出版には制限が多かった。1988年6月9日（鐵路節：台湾における鉄道の日）には国立交通大学でサークル「交大鉄道研究会」が発足。翌年には、交通大学鉄研会報として『鐵道情報』（後に定期雑誌化）が創刊された。1990年には国立台湾大学でも洪致文がサークル「臺大鐵道暨火車研習社」を設立、1992年には民間書籍としては台湾で初の鉄道趣味書籍「台湾鉄道伝奇（台灣鐵道傳奇）」を刊行した。こうした一連の動きにより民間人若年層における鉄道趣味が一般化する契機となった。台湾大学と交通大学を中心とした学生、卒業生たちが1995年に中華民国鉄道文化協会を発足させ、変革を迎えつつあった台湾鉄道業界で記録、保存、出版を行うことで趣味の枠組みを超えた鉄道文化の保存、継承のための活動が社会的意義を帯びることになった。鉄道趣味の勃興期とインターネットの普及時期が重なったことで、鉄道ファン界で重鎮とされる人物の年齢層も現在の日本より若年であり、それらの多くが公式個人サイトや公式ブログを開設している。台湾鉄道網（TRC、現在はサービス終了）に代表されるファンフォーラム、PTT（批踢踢）やKomicaなどの大手電子掲示板でも鉄道専用のスペースがあるなど、人口に比してオンライン活動は活発であり、近年はSNS、特にFacebookに比重が移行している。
鉄道模型も当初は富裕層を中心に日米欧の輸入製品を嗜む高嶺の花であったが、2003年に創業した鐵支路模型により近年は国内列車型式の製品化、量産化が相次いでいる。
地理的・歴史的経緯から、国外だけでなく台湾国内の鉄道分野の中でも日本の比重は高い。また哈日族に代表されるオタク文化（御宅族文化）の影響で、鉄道ファンは通常「鐵路迷（英語はRail fan）」と呼ばれるが、近年はファンのジャンルが多様化しているため、代表的鉄道研究家の1人で学者の蘇昭旭は「"關懷鐵道的人士" （英語：Rail devotee）」（それぞれ「鉄道を気遣う人」、「鉄道熱愛者」を意味）という呼称を提唱している。
日本からのサブカルチャーの消化も早く、高捷少女や台湾鉄道少女に代表される鉄道擬人化などで独自の進化を遂げている。また井上雄彦の漫画作品SLAM DUNKの影響で、台東県南廻線太麻里駅付近の太麻里踏切周辺の光景が作中に出てくる鎌倉高校前1号踏切のものに似ていると話題になり、鉄道ファン以外も来訪する聖地巡礼スポットと化している。
一方で、日本における迷惑行為も伝播しており、撮影時の線路内立ち入りや私有地立ち入りが問題化している。

#### チェコ
かつてオーストリア帝国の中のチェコ王領、モラヴァ辺境伯領、上・下スレスコ公領であったチェコでは、19世紀以降全土に鉄道網が張り巡らされ、20世紀初めには現在につながる主要路線がほぼ開通していた。19世紀には既に鉄道趣味が見られ、19世紀後半に活躍した作曲家アントニン・ドヴォルザークも熱心な鉄道ファンであったといわれている。